# Shrek (personaggio)
Shrek è un personaggio immaginario, il protagonista dell'omonimo franchise. È un orco verde che compare in tutti i film e i cortometraggi della serie ed è doppiato da Mike Myers nell'edizione originale e da Renato Cecchetto in lingua italiana. 
L'originale è protagonista del libro del 1990 di William Steig Shrek!, mentre il personaggio nell'adattamento cinematografico è probabilmente ispirato fisicamente al wrestler francese Maurice Tillet.
Il suo nome deriva dal termine in tedesco "Schreck" e dal termine in yiddish "שרעק" (shreck), che significano "paura" e "terrore".
Il 21 maggio 2010, Shrek ha ricevuto una star nella Hollywood Walk of Fame a Los Angeles e nel giugno 2010, Entertainment Weekly ha nominato Shrek tra i 100 Greatest Characters of the Last 20 Years (100 migliori personaggi degli ultimi 20 anni).

## Biografia
Shrek è un orco verde che vive da solo in una casetta vicino a una palude lavorando come contadino, poiché è temuto da tutti gli altri umani per il suo aspetto e per la cattiva fama che accompagna gli orchi. Ciò lo rende particolarmente triste, poichè nonostante l'esterna dura scorza che lo caratterizza e lo porta a respingere ogni sorta di avvicinamento dall'esterno, Shrek non ricalca assolutamente tali stereotipi associati agli orchi, in quanto all'interno ha un carattere sensibile e profondamente buono.
La sua vita cambierà radicalmente dopo l'incontro con l'asino parlante Ciuchino, al quale salverà involontariamente la vita. Il ciuco sarà la prima creatura che riuscirà a guardare oltre le apparenze, scoprendo la sensibilità e l'intelligenza di Shrek dietro la sua dura scorza. 
Nel primo film, Shrek e Ciuchino liberano la principessa Fiona dal drago (in realtà una draghessa). I patti iniziali consistevano nel portare la fanciulla a Lord Farquaad, il quale vuole sposarla, ma l'amore sboccia tra orco e principessa. Alla fine viene rivelato che Fiona era vittima di un incantesimo, a causa del quale durante il giorno appare con il suo aspetto umano, mentre di notte si trasforma in una orchessa. Dopo aver ricevuto il bacio di vero amore da Shrek, diventa permanentemente una orchessa e i due si sposeranno, pronti ad affrontare nuove peripezie ed avventure, che diverranno protagoniste dei tre sequel del film, e del quinto, recentemente annunciato ma che avrà la sua uscita solo nel 2026.
In Shrek 3-D Lord Farquaad, nella forma di fantasma, tenta di ottenere la sua vendetta, fallendo.
In Shrek 2 viene raccontato l'incontro di Shrek coi genitori di Fiona, i regnanti del regno di Molto Molto Lontano. Il padre non vede di buon occhio la piega che hanno preso gli eventi e insieme alla Fata Madrina (una perfida imprenditrice che vuole far sposare Fiona con suo figlio, il Principe Azzurro) cercherà di far separare i due. Alla fine tuttavia i piani della Fata verranno sventati e Shrek e Fiona avranno la benedizione della famiglia di lei. 
In Shrek terzo re Harold muore e Shrek si appresterebbe a diventare il suo successore, ma l'orco, inadatto alla vita di corte, non si sente pronto per una simile responsabilità. Scoprendo che un altro pretendente al trono è Artù di Pendragon, decide di andare a cercarlo per poter tornare tranquillo alla sua palude, rifuggendo ogni velleità nobiliare. Dopo aver rovinato i piani di conquista di Azzurro, intenzionato a prendersi con la forza il regno di Molto Molto Lontano, Shrek lascia il trono ad Artù, e si ritira a vivere con Fiona e i suoi tre figli neonati nella palude.
In Shrekkati per le feste Shrek si misura col Natale e con la sua ormai ingombrante famiglia allargata, con il battesimo dei figli.
In Shrek e vissero felici e contenti, il quarto e ultimo capitolo, Shrek è nostalgico della sua passata tranquillità da orco scapolo. Circuito dal nano Tremotino, cade in una realtà parallela, dove i personaggi non conoscono il protagonista e Tremotino governa sul regno col pugno di ferro, perseguitando tutti gli orchi e vessando gli abitanti. Un rinnovato "bacio di vero amore" con Fiona di questo universo fittizio dissolverà l'incantesimo. Shrek comprende in tal modo che fonte di felicità può essere anche la sua famiglia. Fa un cameo in Il gatto con gli stivali 2 - L'ultimo desiderio insieme a Ciuchino in un flashback del Gatto.

## Altri media

### Videogiochi
- Shrek
- Shrek: Hassle at the Castle
- Shrek 2
- Shrek SuperSlam
- Shrek Extra Large
- Shrek Super Party
- Shrek terzo
- Shrek Smash n' Crash Racing
- Madagascar Kartz
- Shrek e vissero felici e contenti
- DreamWorks Super Star Kartz
- Shrek - Tutti al Luna Park

### Altre apparizioni
- È un personaggio giocabile ospite nei videogiochi Tony Hawk's Underground 2 e Madagascar Kartz.
- Shrek appare anche come costume (di nuovo doppiato da Mike Myers, mentre in italiano in questo caso da Sergio Lucchetti) nella quarta puntata della serie Il Pentavirato ideata e interpretata da Myers stesso.

## Caratterizzazione

### Aspetto fisico
Come già noto, Shrek è un grande orco dalla pelle verde, fisicamente intimidatorio e con un accento scozzese (solo nella versione originale). È alto 226 centimetri e pesa più di 190 chili. Ha la pelle verde, una corporatura molto massiccia (anche se è più magro rispetto ai suoi simili), una dentatura simile a quella umana, delle orecchie a forma di trombetta e alcune macchie sul capo.
In forma umana ha il naso a patata, i capelli castani, occhi dello stesso colore, il pelo del tronco più folto e un fisico molto più atletico e asciutto.

### Personalità
Shrek è un personaggio complesso: sebbene scontroso, solitario, sarcastico, cinico, scortese, misantropico, irritabile e percepito dai suoi contemporanei come pericoloso, è in realtà molto pacifico e con un senso della moralità; non vuole fare del male a nessuno, ma solo vivere in solitudine nella sua palude ed essere lasciato in pace. È un antieroe che, contrariamente a quanto sostiene, non ama la solitudine, ma si rassegna ad essa perché è convinto di non poter fare amicizia con nessuno né innamorarsi.
In realtà il suo carattere chiuso, e il voler allontanare tutti da sé stesso, derivano non tanto dal suo temperamento scontroso e burbero, ma dalla sua insicurezza e dal modo in cui gli altri lo vedono. Appartenendo infatti a un gruppo di creature disprezzate e temute a causa di una serie di stereotipi e pregiudizi ai quali in realtà lui non corrisponde, è arrivato a vedere se stesso come un mostro da odiare e da rifuggire. Nonostante sembri incivile e primitivo, Shrek è in realtà molto intelligente, autosufficiente e sofisticato, poiché ha una profonda comprensione della mentalità altrui e può elaborare piani sofisticati per risolvere i problemi. La sua arguzia è pari alla sua abilità fisica e atletica, essendo un combattente a suo modo ottimo. 
Shrek ha difficoltà a socializzare a causa del fatto che la gente pensa che sia un brutto orco, anche se il suo aspetto è notevolmente umanoide, con poche eccezioni estetiche. Non contribuisce inoltre a dare un'immagine più positiva di lui il fatto che Shrek, pur essendo un orco buono, mostra comunque delle caratteristiche tipiche della sua specie, sgradevoli per gli altri: ad esempio ha un senso dell'igiene pessimo o "alternativo" e un'alimentazione atipica, in quanto lo si vede spesso lavarsi nel fango o mangiare insetti, ratti e rospi. Nel processo, si dice quindi che Shrek abbia la sociofobia.
Nel primo film, durante una conversazione con Ciuchino, si lamenta di essere costantemente giudicato dal mondo esterno nel momento in cui le persone lo incontrano, e quindi sta meglio da solo. Ciò implica che è diventato un recluso dopo aver provato e non essere riuscito a trovare accettazione tra gli altri. Un altro fattore che causa la mancanza di accettazione può essere trovato nel terzo film, dove viene rivelato il rapporto poco sereno con il padre, che ha cercato di mangiarlo quando era ancora piccolo.  
Nello stesso film infatti Shrek, dopo aver scoperto che Fiona è incinta, deve affrontare anche la paura di diventare padre, ritenendo che un orco non possa definirsi un buon genitore. Verrà però smentito in questo durante la sua esperienza con Artù, ragazzino maltrattato da tutti e considerato un fallito (e quindi per certi versi simile a Shrek). Dimostrandosi protettivo, incoraggiante e paterno con quest'ultimo, riconferma quindi la sua natura di orco buono e diventa un buon padre per i suoi tre gemelli.  
Durante la sua ricerca per salvare Fiona e la sua palude, tuttavia, Shrek muterà radicalmente il suo stile di vita. Grazie all'amore di Fiona e all'amicizia di Ciuchino, che lo porteranno a distaccarsi di più dalla sua palude e confrontarsi col mondo esterno, inizierà lentamente ad approcciarsi con gli altri. Impara così ad ignorare come le persone lo vedono e a valorizzare solo la sua vera natura di orco pacifico. Con l'aiuto di Ciuchino, Shrek comprende i suoi sentimenti per Fiona e finalmente le confessa il suo amore. È molto devoto, premuroso e amorevole nei confronti di sua moglie e protettivo nei confronti dei suoi amici, e fa di tutto per aiutarli in qualsiasi modo.
Nonostante il suo cambiamento, Shrek ha mantenuto comunque il suo lato più burbero e scontroso, che lo porta spesso ad avere ancora dei conflitti con Fiona e con i suoi amici (da lui spesso considerati troppo chiassosi, invadenti e fastidiosi), di solito sbraitando. Ciononostante, Shrek finisce sempre per ammettere i propri errori e scusarsi della sua scarsa pazienza, riappacificandosi con le persone che gli vogliono bene. 
Da Shrek terzo in poi, è diventato una celebrità benvoluta, almeno nel regno di Molto Molto Lontano. Nel quarto film, le persone riescono a rendersi conto che Shrek non è più pericoloso e perdono la paura e i pregiudizi nei suoi confronti. Con sgomento dell'orco, arrivano anche a considerarlo un eroe popolare e lo visitano con ancora più frequenza di prima, disturbandolo e facendogli desiderare di nuovo di essere un orco spaventoso. Ma dopo le esperienze del film, Shrek torna ad apprezzare la sua nuova vita più che mai.

### Poteri e abilità
Essendo un orco, Shrek ha una notevole forza fisica, essendo in grado di rompere costruzioni in legno e metallo, sconfiggere umani corazzati in combattimento e sollevare e spostare oggetti troppo pesanti per qualsiasi essere umano. Anche la sua resistenza è migliore di quella umana: grazie alla sua fisiologia da orco, può viaggiare a piedi per chilometri senza stancarsi. È sopravvissuto dopo l'atterraggio nella Torre di Fiona ed è stato colpito da una freccia nel fondoschiena.
A volte, Shrek mostra un alto grado di astuzia e intelligenza, usando una spada e delle catene per intrappolare il drago, oltre ad avere l'idea di creare Mongo vedendo Zenzy in piedi accanto al Castello di Molto Molto Lontano, rivelandosi un fine stratega. Nel combattimento del primo film contro i cavalieri di Lord Farquaad ha anche dimostrato una certa abilità nel wrestling.  Vivendo nel mezzo di una palude per la maggior parte della sua vita, Shrek ha imparato a vivere della terra per mantenere se stesso e in seguito la sua famiglia. È un eccellente cacciatore, raccoglitore e cuoco, che crea piatti improvvisati come lo stufato di topo di erbacce. Shrek ha una conoscenza approfondita delle fiabe e della tradizione degli Orchi, come le storie di Ritorno al passato e Bloodnur il Flatulento.
Come tutti i suoi simili, è in grado di emettere un richiamo otturando le narici e soffiando aria dalle orecchie. Il suono prodotto ricorda quello di un corno da guerra e sembra essere, appunto, un grido di battaglia per gli orchi. In più occasioni ha dato prova di non essere in grado di controllare completamente la sua forza, soprattutto nel corso di cerimonie o inaugurazioni. Nel terzo film, per esempio, durante il varo di una nave sfonda per errore lo scafo dell'imbarcazione con una bottiglia, facendola affondare. Sembra anche essere esperto di equitazione. Nel secondo film, infatti, cavalca abilmente Ciuchino (tramutato in cavallo da una pozione magica) senza sella né briglie.
Nel libro invece Shrek dimostra svariati poteri come sputare fuoco dalla bocca e la vista laser. È inoltre in grado di mangiarsi i fulmini.